# Amineptin

Strukturformel för amineptin. Dess rationella IUPAC-namn är 7-[(10,11-dihydro-5H-dibenso[a,d]cyklohepten-5-yl)amino]heptansyra.

Amineptin är ett kraftfullt antidepressivt läkemedel. Läkemedlet har snabbt insättande effekt mot depression och har bara biverkningar i sällsynta fall.[källa behövs] Amineptin är indraget av huvudtillverkaren Servier, och finns inte tillgängligt på den svenska marknaden. Substansen är narkotikaklassad och ingår i förteckning P II i 1971 års psykotropkonvention sedan 2003, samt i förteckning II i Sverige.

## Verkningsmekanism
Amineptin hämmar återupptaget av dopamin. Detta ger den antidepressiva egenskapen hos läkemedlet och även en viss välbehagskänsla. Det är effektivt både vid depressioner som präglas av inaktivitet och passivitet såväl som vid depressioner som karaktäriseras av ångest och oro.
Kemiskt är amineptin närbesläktat med tricykliska antidepressiva (TCA). Dock skall det uppmärksammas att till skillnad från andra tricykliska antidepressiva fungerar inte Amineptin genom att hämma återupptaget av serotonin och noradrenalin. Det är alltså inte relevant att betrakta amineptin som ett TCA, trots att amineptinmolekylen har en sådan struktur.

## Historia
Amineptin började säljas i Frankrike 1978. Dock kom läkemedlet att dras in från den Europeiska och Amerikanska marknaden 1999. Inget företag har i nuläget patent på Amineptin, men för närvarande är intresset för läkemedlet hos läkemedelsföretagen och medicinarkåren svalt.

## Missbruksrisk
Missbruksrisken vid användning av Amineptin är låg, men anses dock existera.

## Biverkningar
Biverkningar är väldigt sällsynta.